# جيمس فوستر (لاعب هوكي الجليد)
جيمس فوستر هو لاعب هوكي الجليد كندي، ولد في 13 سبتمبر 1905 في غلاسكو في المملكة المتحدة، وتوفي في 4 يناير 1969 في وينيبيغ في كندا.

## وصلات خارجية
- جيمس فوستر على موقع EliteProspects.com (الإنجليزية)
- جيمس فوستر على موقع HockeyDB.com (الإنجليزية)
- جيمس فوستر على موقع أوليمبيديا (الإنجليزية)